# Letiště Rijeka
Letiště Rijeka (chorvatsky Zračna luka Rijeka, IATA: RJK, ICAO: LDRI) je letiště v Chorvatsku ležící ve městě Rijeka. Nachází se nedaleko vesnice Omišalj na ostrově Krk, 17 km od železniční stanice Rijeka.
Maximálního vytížení dosahuje letiště převážně v letních měsících, kdy je využíváno turisty k přepravě na severní část chorvatského pobřeží.

## Letecké společnosti a destinace
Cílové destinace letů z letiště Rijeka k datu 7.11.2021.
| Aerolinie                  | Destinace                              | Terminál |
| -------------------------- | -------------------------------------- | -------- |
| Air Baltic                 | Riga                                   |          |
| Eurowings                  | Berlín, Düsseldorf, Hamburk, Stuttgart |          |
| Lufthansa                  | Frankfurt nad Mohanem                  |          |
| Polskie Linie Lotnicze LOT | Olsztyn, Štětín, Varšava, Zelená Hora  |          |
| Trade Air                  | Dubrovník, Osijek                      |          |
| Transavia                  | Eindhoven                              |          |